# Deelzuiltje

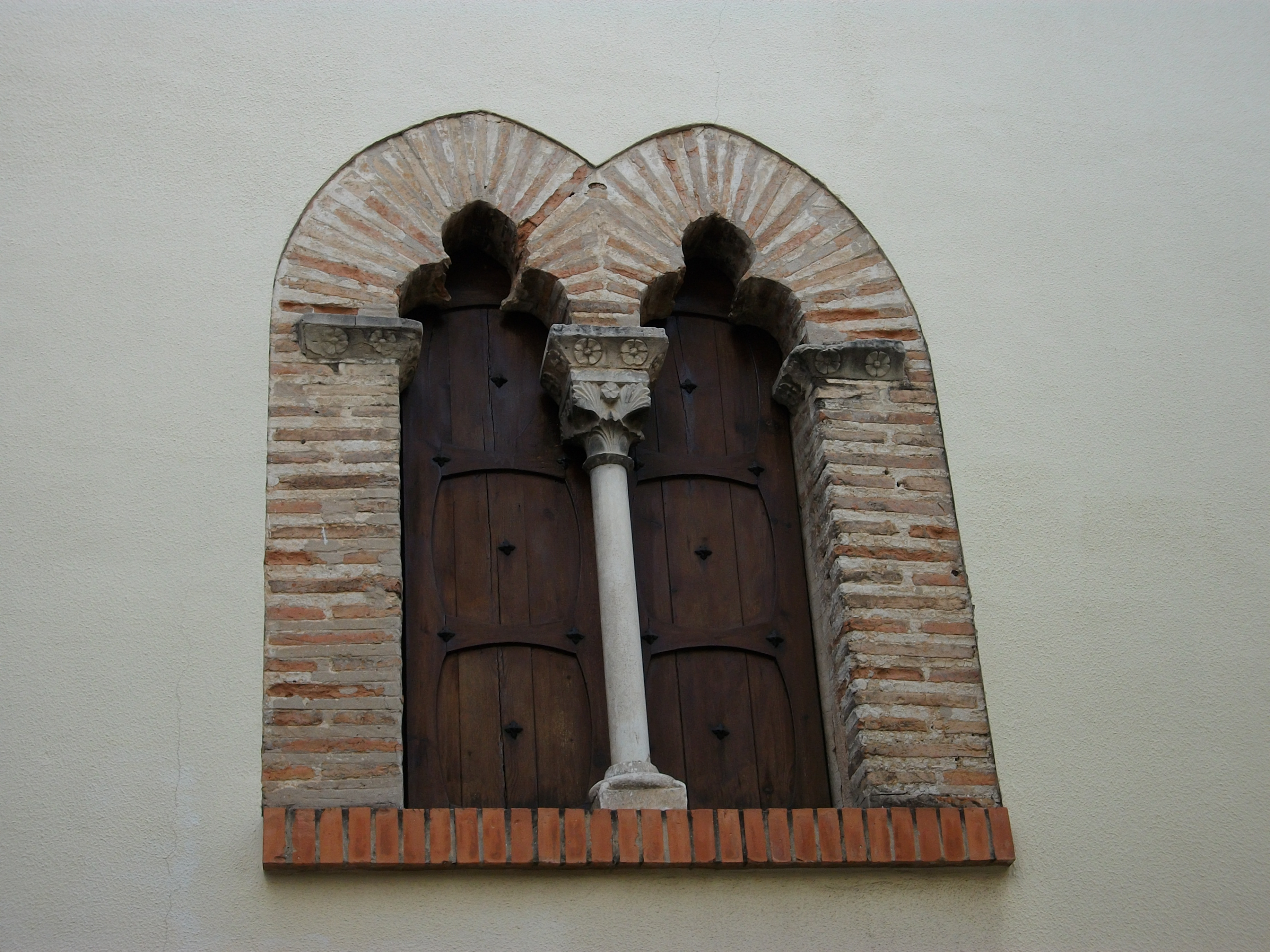
Deelzuiltje in bifora met drielobbige boog.

Een deelzuiltje is een zuil die een vensteropening in tweeën deelt. Een deelzuiltje heeft vaak een basement, een schacht en een kapiteel en op het deelzuiltje rusten de bogen van beide lichtopeningen. Een deelzuiltje maakt vaak onderdeel uit van een bifora, een tweelicht, maar kan ook een onderdeel zijn van een trifora en van een polifora.
Bifora en deelzuiltjes zijn kenmerkend voor de romaanse en gotische periode, waarbij ze veelvuldig werden toegepast in ramen en de galmgaten van kerktorens.
Een deelzuiltje dient ter ondersteuning van de onderverdelende bogen of draagt de bovenliggende latei. In een kruisvenster kan de middenstijl het deelzuiltje vervangen. In met name gotische ramen is het deelzuiltje vaak vervangen door een montant. Boven het deelzuiltje kan zich maaswerk bevinden.

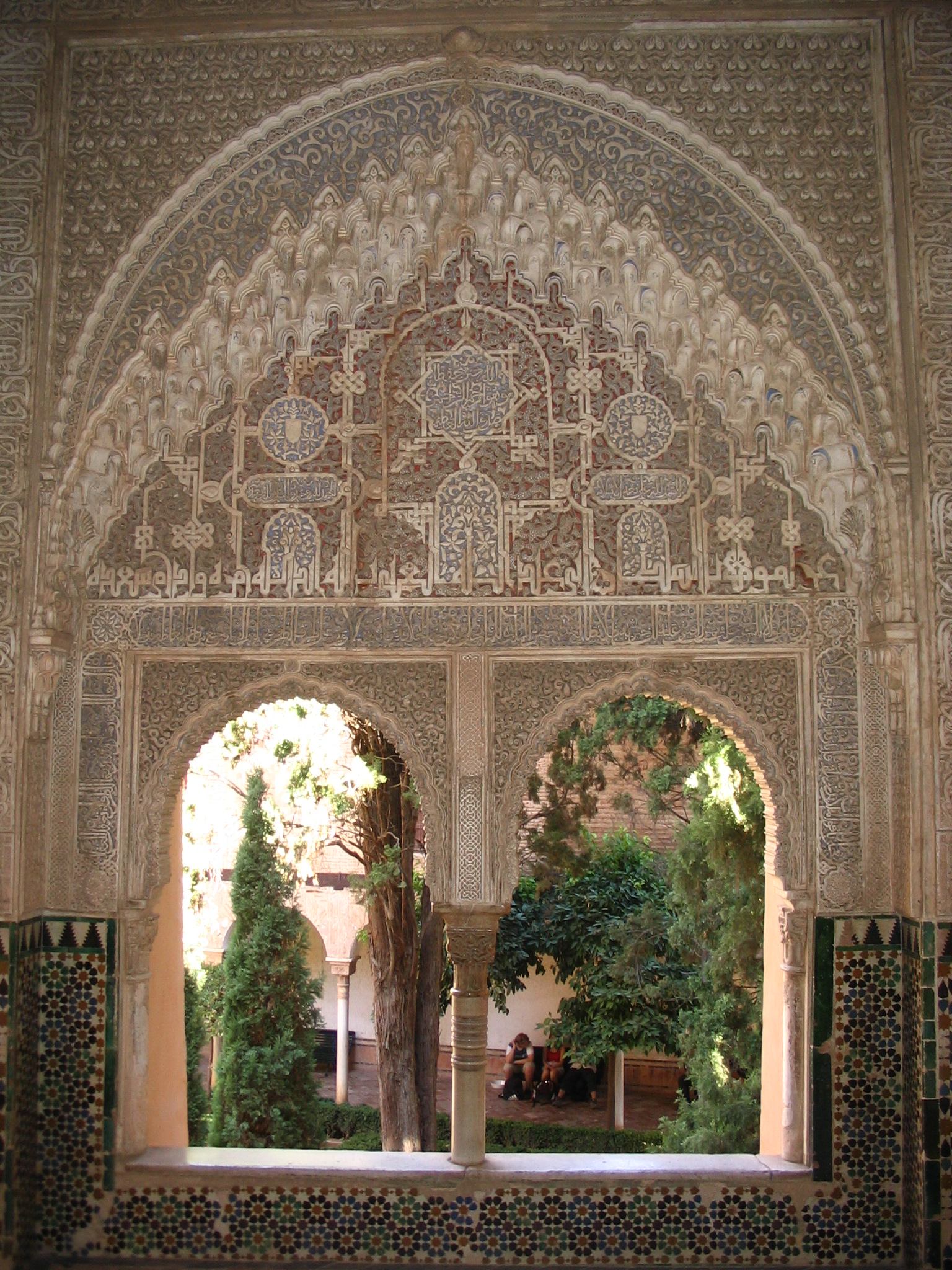
Een Moorse bifora met deelzuiltje, Alhambra, Granada
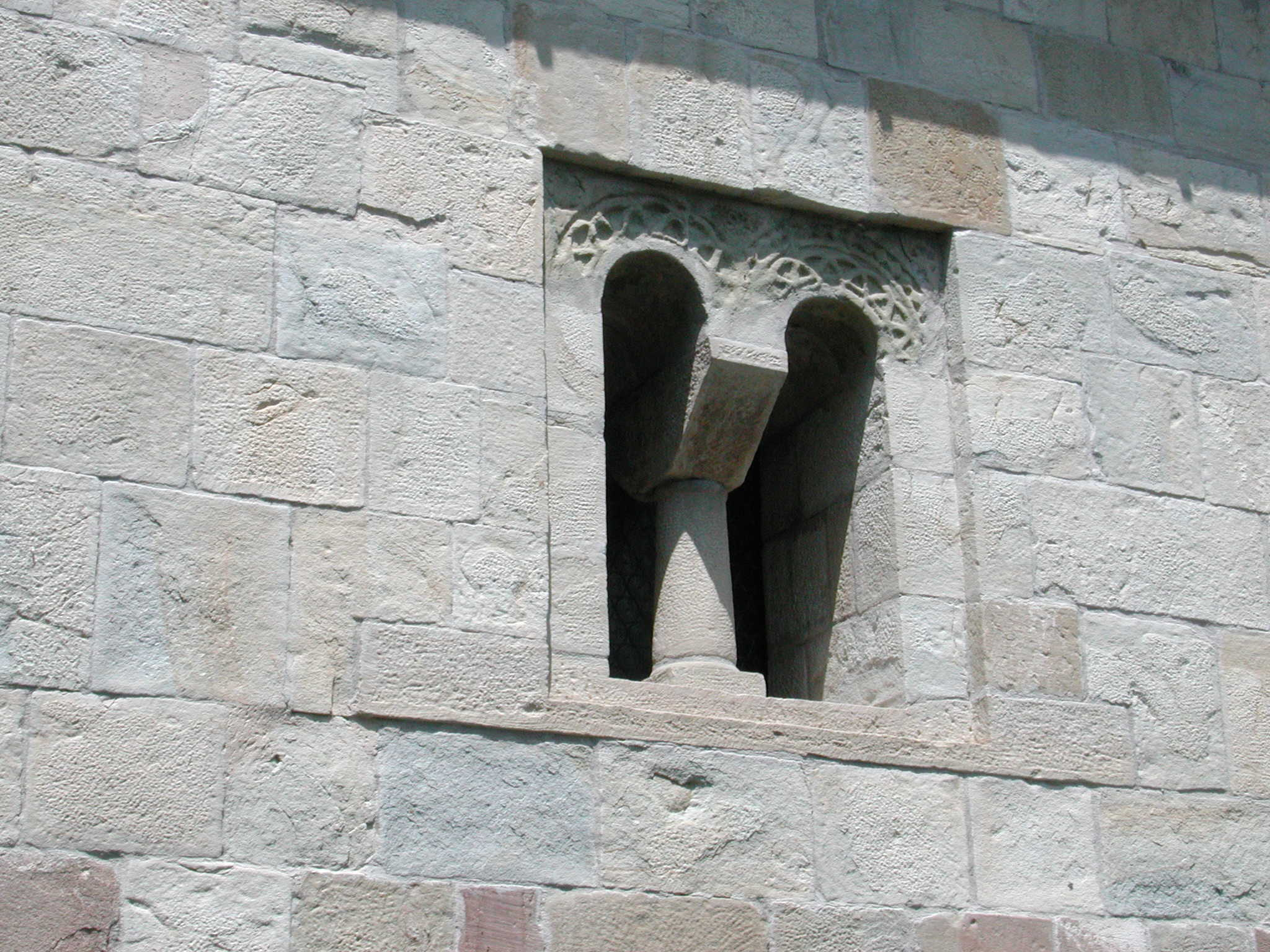
Een romaanse bifora met deelzuiltje, Casina
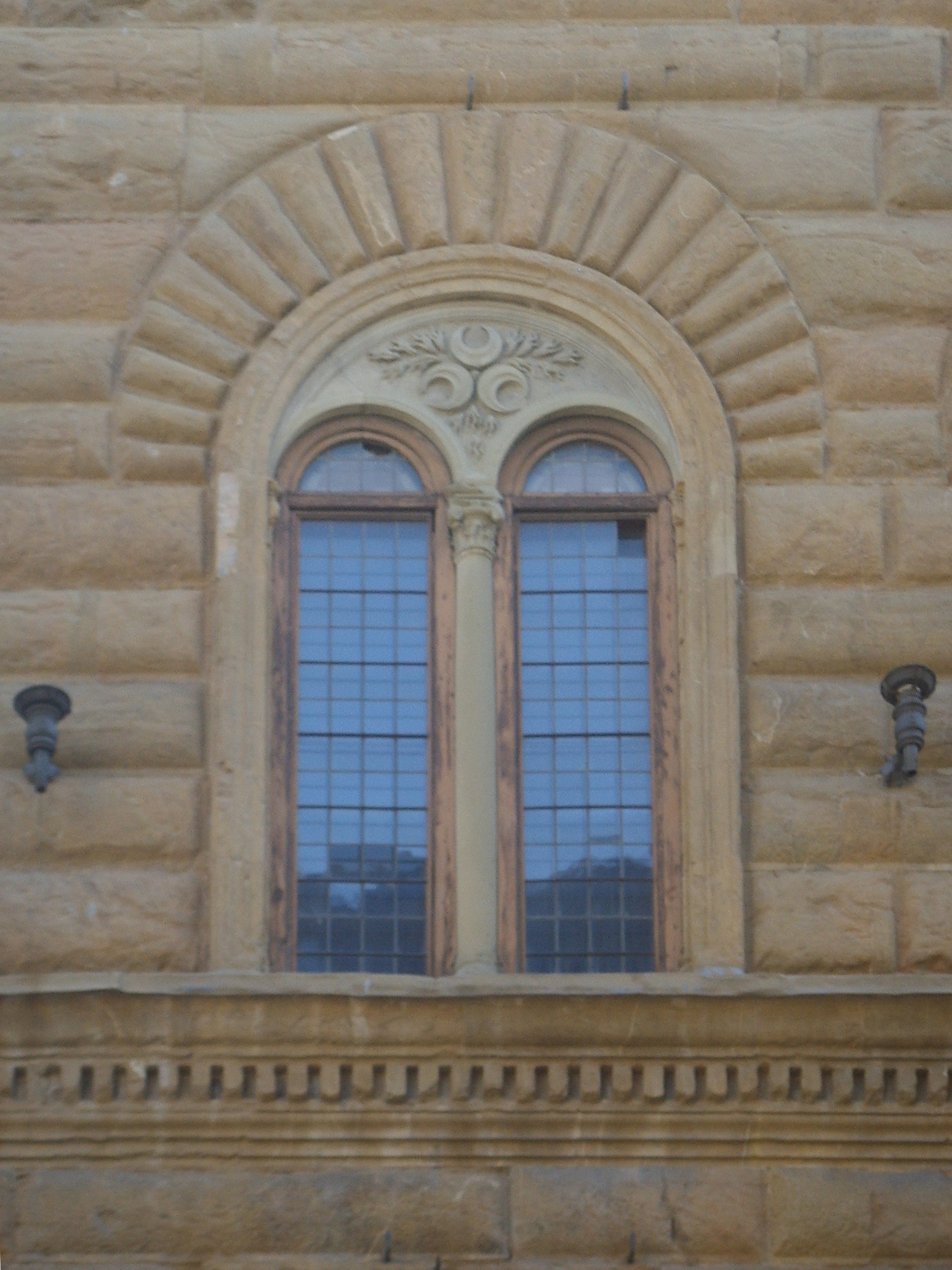
Een renaissance bifora met deelzuiltje, Palazzo Strozzi, Florence
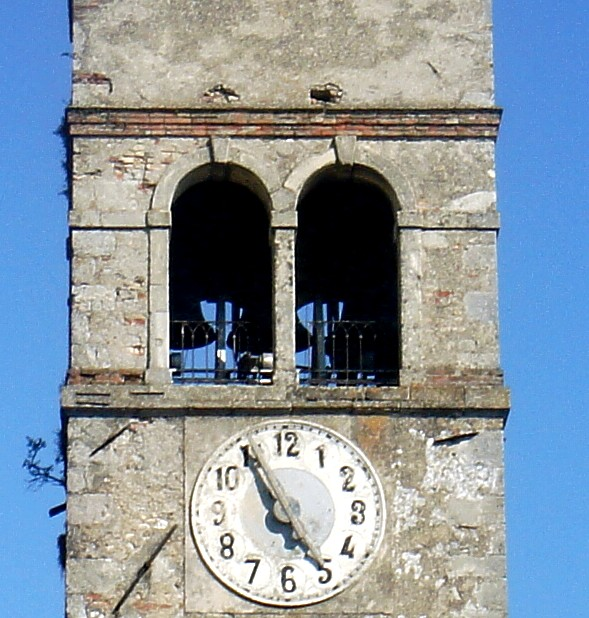
Bifora met deelzuiltje in middeleeuwse toren, Castello Roganzuolo
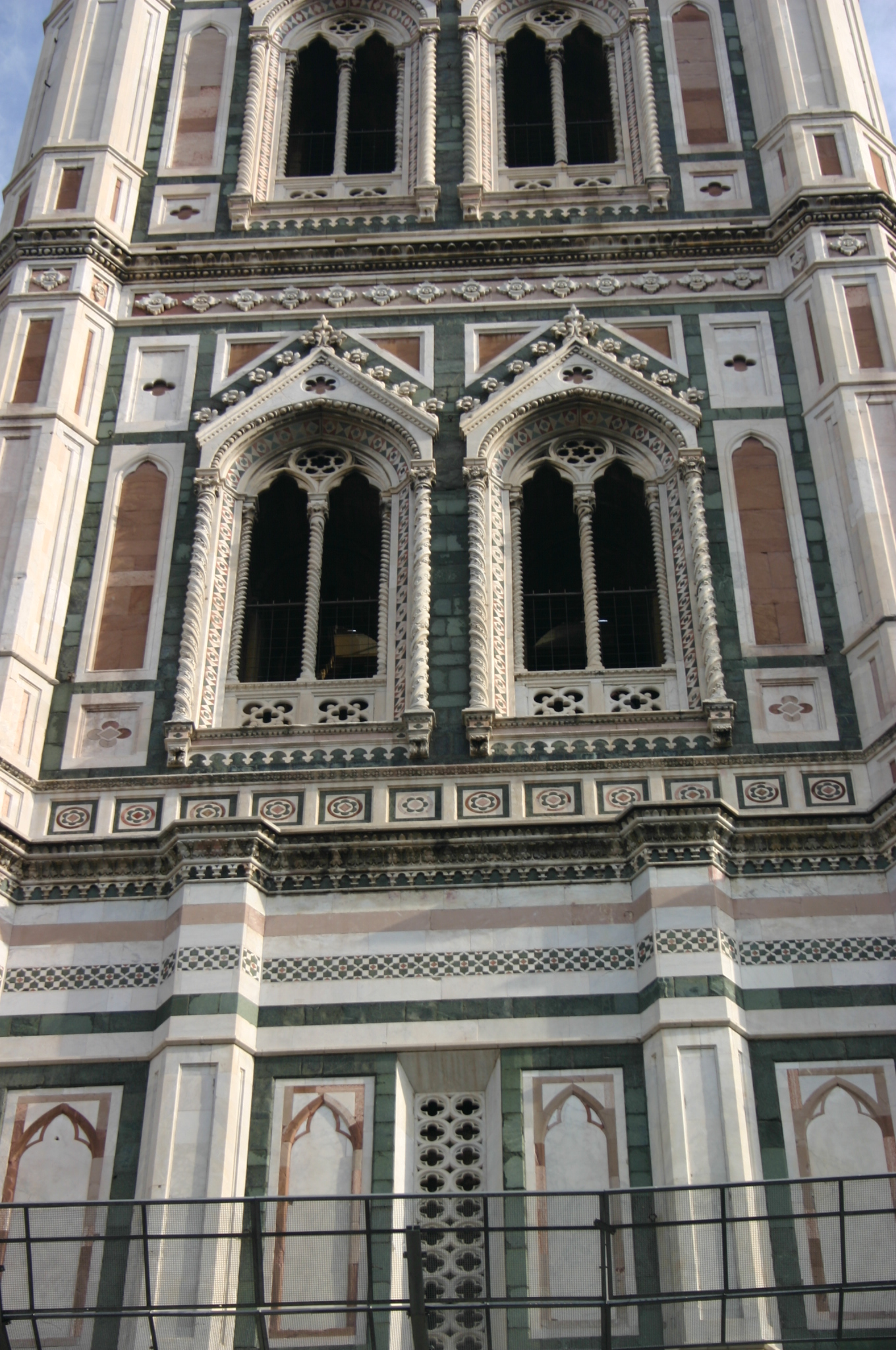
Bifora met deelzuiltje in Campanile di Giotto, Florence
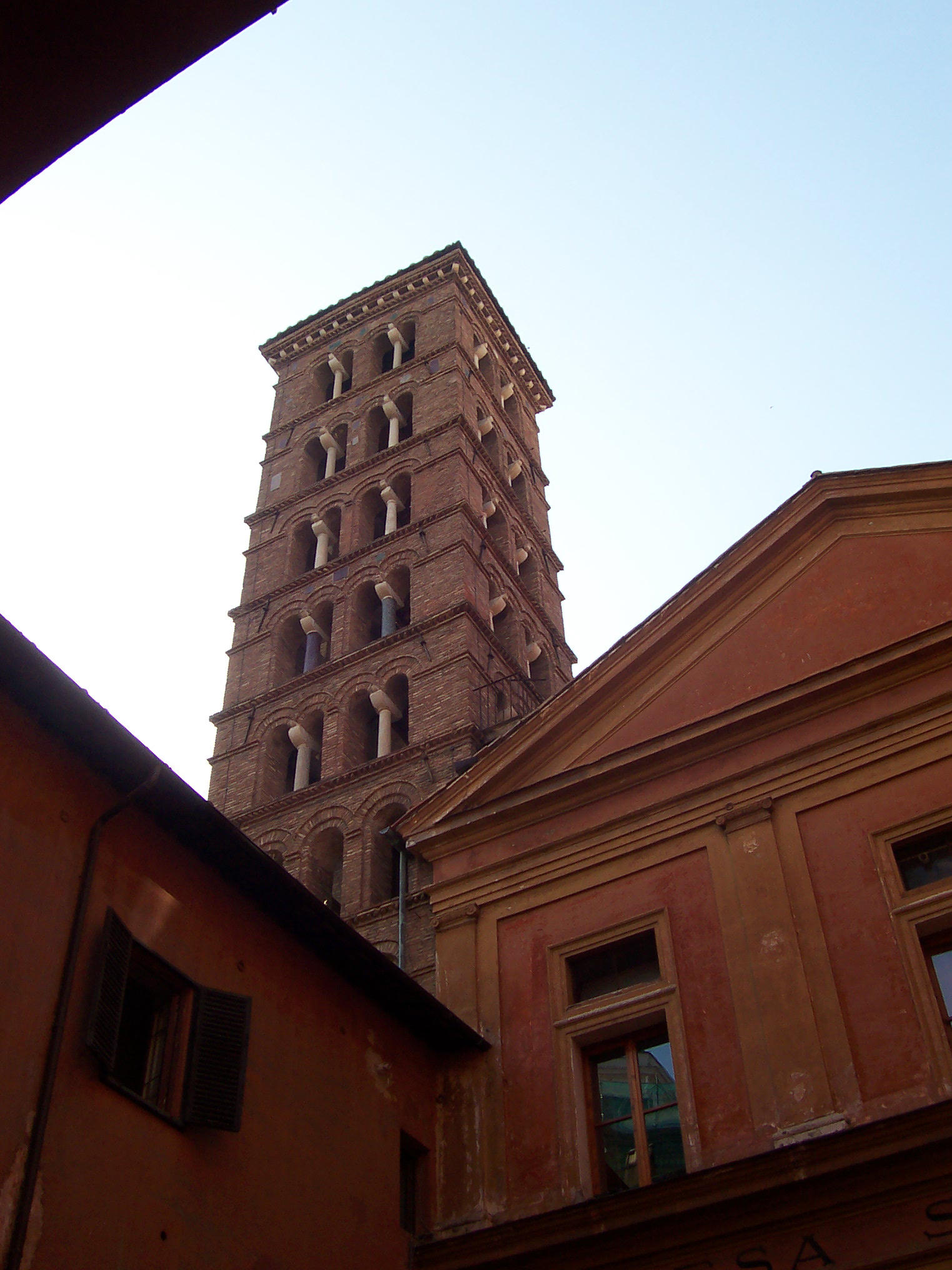
Bifora met deelzuiltje in klokkentoren San Silvestro in Capite, Rome